# Bjørn Nørgaard

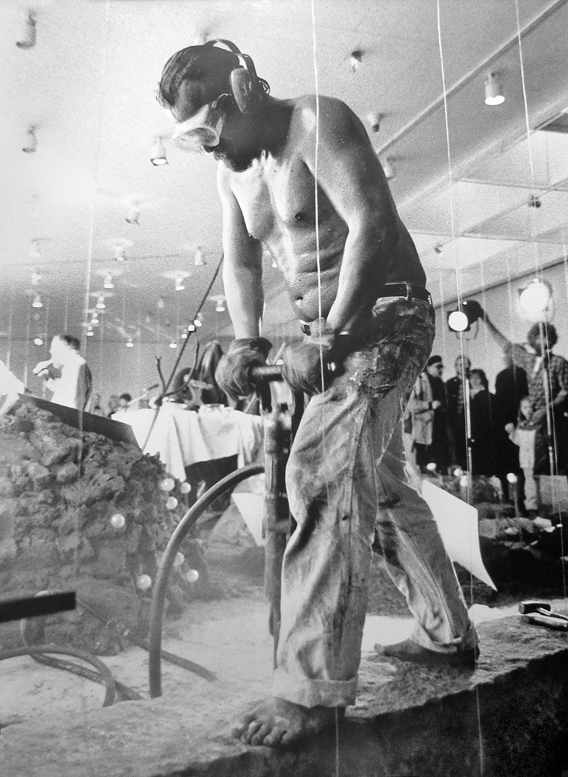
Bjørn Nørgaard med pneumatisk borr under en öronbedövande performance i Malmö konsthall 1988.

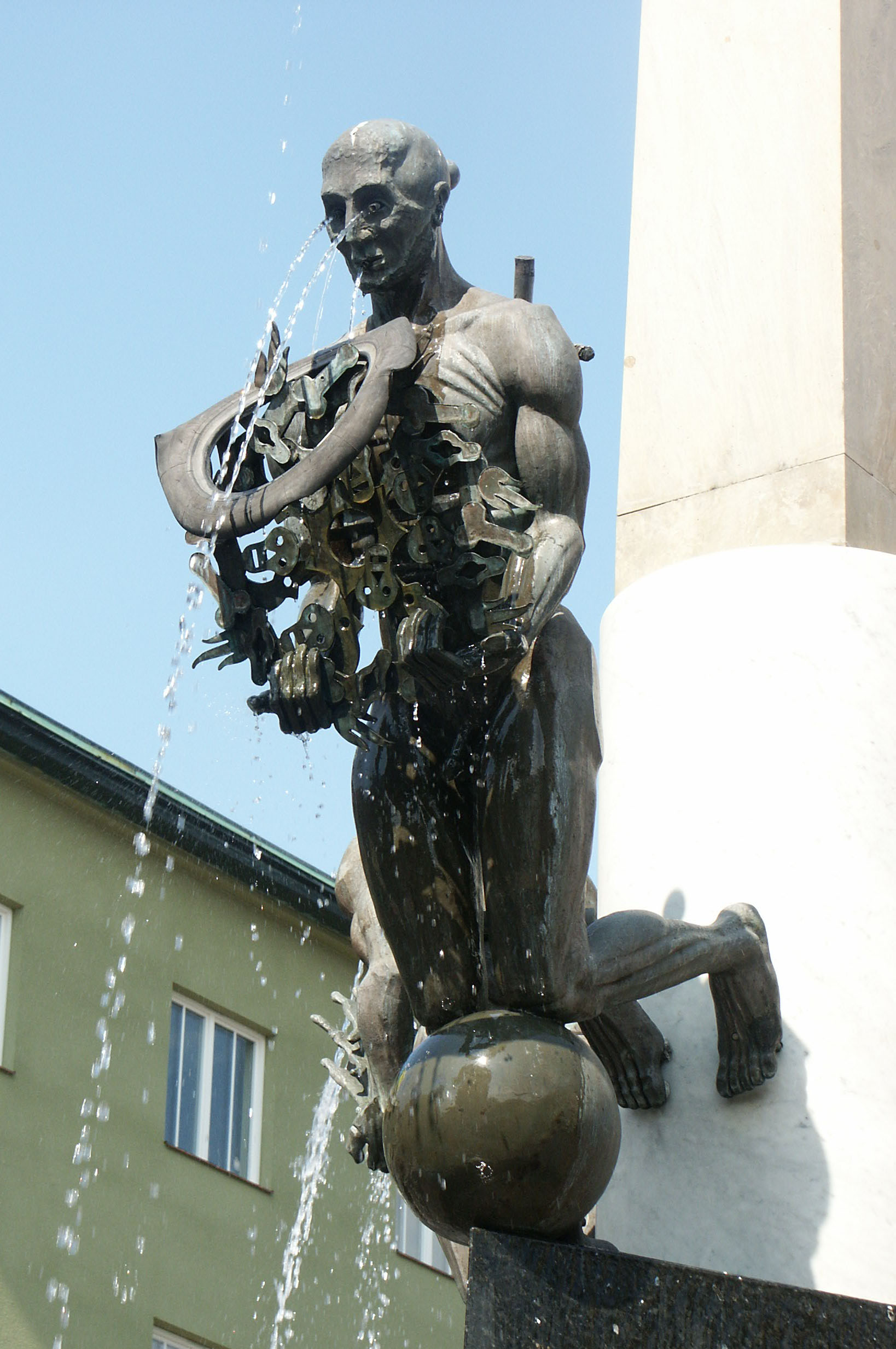
Treenighet i Malmö.

Bjørn Nørgaard, född 21 maj 1947 i Köpenhamn, är en dansk performancekonstnär och skulptör.
Bjørn Nørgaard utbildade sig på 1960-talet på den då nyligen grundade Den Eksperimenterende Kunstskole. Han var professor på Det Kongelige Danske Kunstakademi i Köpenhamn 1985-94. 
Bjørn Nørgaard har gjort 17 gobelänger med motiv från Danmarks historia, vilka hänger på Christiansborg. Gobelängerna var det danska näringslivets gåva till drottning Margrethe på hennes 50-årsdag.
Han är gift med konstnären Lene Adler Petersen. År 1980 fick han Eckersbergmedaljen och 1996 Thorvaldsenmedaljen.

## Offentliga verk i urval
- Thors Tårn, skulptur i glas, granit, betong, metaller, neonrör, 1986, vid busstationen i Høje Taastrup
- Kapel til nutiden, skulptur/byggnadsverk i glas, kullersten, gjutjärn, trä, brons, 1994, Randers
- Apokalypsens ryttare, 1994, brons, Fågelbacksgatan 4-6 i Malmö
- De tolv himmelstiger, skulptur, 1998, Nørrebro i Holstebro
- Drottning Margrethes gobelänger, 1989-1999, Riddersalen i Christiansborg
- Treenighet, 1999, brons, granit, kalksten, sandsten, Triangeln i Malmö
- Det genmodificerede Paradis 2000, skulpturgrupp, sedan 2006 på Langelinie Allé vid ena ändan av Dahlerups Pakhus, förutom skulpturen Den genmodificerede Havfrue, som finns på en sten i Søndre Frihavns östra bassäng
- Monument över Hans Tausen, 2005, Viborg
- Bispebjerg bakke, bostadshus i Köpenhamn, 2006
- Altartavla och glasmosaik i Christianskirken i Fredericia, 2007

## Utmärkelser
- Eckersbergmedaljen,  1980[12]
- Prins Eugen-medaljen,  1995[12]
- Thorvaldsenmedaljen,  1996[12]
- Årets hedershantverkare,  1998[13]
- Ingenio et arti,  8 oktober 1999[14]
- Riddare av första klass av Dannebrogorden,  16 april 2020[15]

[Redigera Wikidata]

## Bildgalleri

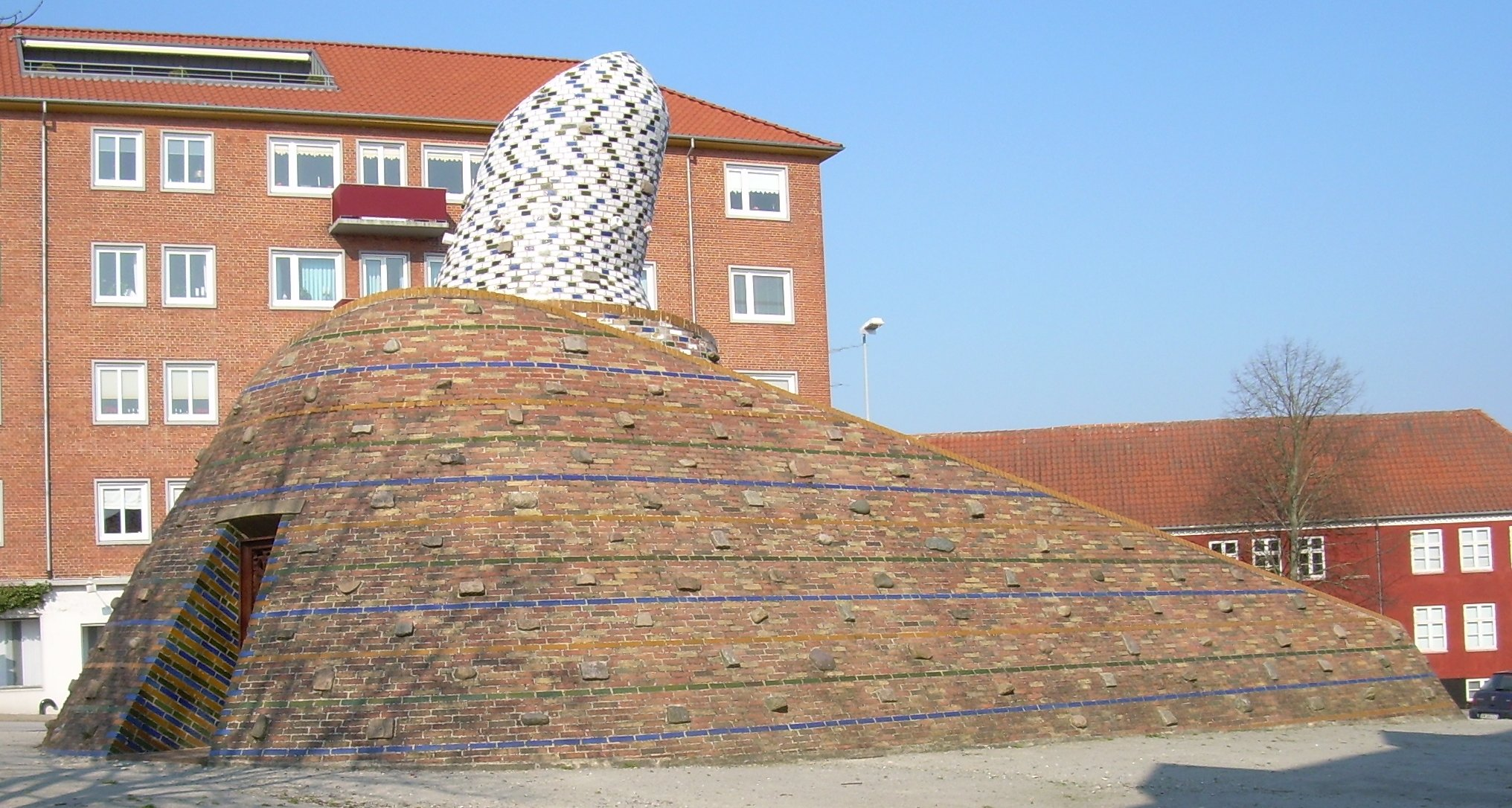
Kapel til nutiden i Randers.
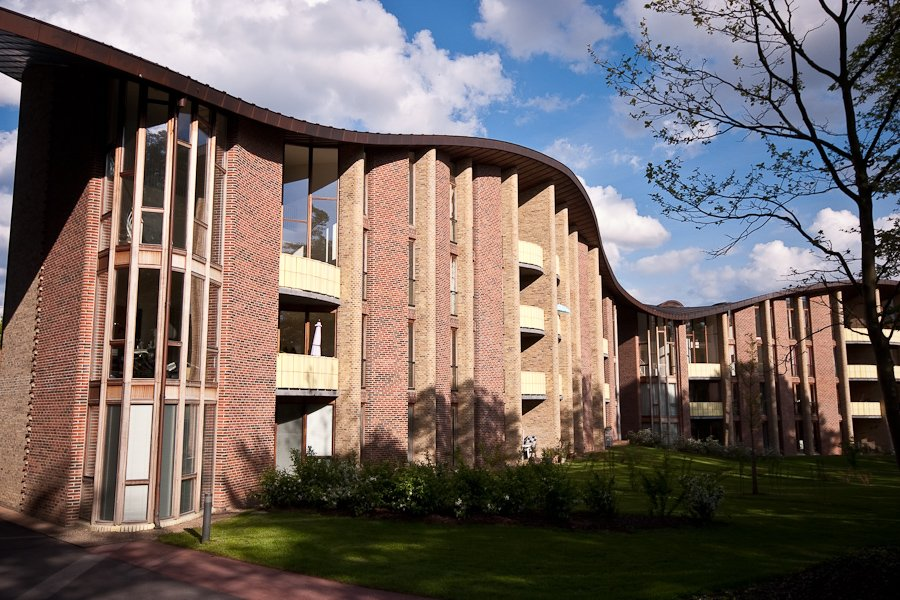
Bispebjerg bakke, Köpenhamn.